# Rahim Yar Khan
Rahim Yar Khan (Urdu: رحیم یار خان) é uma cidade do Paquistão localizada na província de Punjab.